# Метроэлектротранс
МУП «Метроэлектротранс» г. Волгограда — муниципальное унитарное предприятие городского электротранспорта, охватывающий Волгоград, и выполняющий городские пассажирские перевозки троллейбусами, электробусами и автобусами.
До 23 мая 2023 года так же обслуживал трамвайные маршруты, в том числе единственный в России подземный скоростной трамвай.

## История
- С 1913 года — Городские электрические сооружения (В составе реорганизованного Управления коммунально-техническими предприятиями);
- С 1924 года — В составе Царицынского коммунального треста (Коммунально-технические предприятие города, в том числе и трамвай, объединены в Царицынский коммунальный трест);
- С 1931 года — Управление Сталинградских городских электрических железных дорог «Трамвай»;
- С 1939 года — Сталинградский трамвайный трест;
- С 1945 года — Хозрасчетное Управление трамвая при Сталинградском горисполкоме;
- С 1961 года — Трамвайно-троллейбусное управление Министерства коммунального хозяйства;
- С 1990 года — Производственное объединение «Волгоградэлектротранс»;
- С 2000 года — Муниципальное унитарное предприятие «Волгоградэлектротранс»;
- С 2004 года — Муниципальное унитарное предприятие «Метроэлектротранс» г. Волгограда.

## Оплата проезда
С 1 августа 2024 года в Волгограде стоимость проезда на городском общественном транспорте составляет:
- При наличной оплате - 35 ₽;
- По банковской карте - 32 ₽;
- По транспортной карте «Волна» - 26 ₽[3].